# مزرعة إسلام أباد (تيران وكرون)
مزرعة إسلام‌ أباد هي قرية في مقاطعة تيران وكرون، إيران. في تعداد عام 2006، لوحظ وجودها، ولكن لم يتم الإبلاغ عن سكانها.